# Dirka po Španiji 2016
Dirka po Španiji 2016 (špansko Vuelta a España 2016) je 71. izvedba dirke po Španiji, tritedenske moške cestne kolesarske etapne dirke. Začela se je 20. avgusta v Laiasu in končala 11. septembra v Madridu. Sodelovalo je 198 kolesarjev iz 22-ih ekip. Rdečo majico je prvič osvojil Nairo Quintana (Movistar Team), drugo mesto Chris Froome (Team Sky), tretje pa Esteban Chaves (Orica–BikeExchange). Zeleno majico je osvojil Fabio Felline (Trek–Segafredo), pikčasto majico je osvojil Omar Fraile (Team Dimension Data), belo majico pa Nairo Quintana.

## Ekipe
UCI WorldTeams
- AG2R La Mondiale
- Astana
- BMC Racing Team
- Cannondale–Drapac
- Team Dimension Data
- Etixx–Quick-Step
- FDJ
- Giant-Alpecin
- IAM Cycling
- Team Katusha
- Lampre–Merida
- LottoNL–Jumbo
- Lotto–Soudal
- Movistar Team
- Orica–BikeExchange
- Team Sky
- Tinkoff
- Trek–Segafredo

UCI Professional Continental teams
- Bora–Argon 18
- Caja Rural–Seguros RGA
- Cofidis
- Direct Énergie

## Etape
| Etapa | Datum         | Štart/Cilj                                              | Razdalja              | Tip                   | Tip                    | Zmagovalec                |           |
| ----- | ------------- | ------------------------------------------------------- | --------------------- | --------------------- | ---------------------- | ------------------------- | --------- |
| 1     | 20. avgust    | Laias — Parque Náutico Castrelo de Miño                 | 27,8 km               |                       | ekipni kronometer      | Team Sky                  |           |
| 2     | 21. avgust    | Ourense — Baiona                                        | 160,8 km              |                       | ravninska etapa        | Gianni Meersman (BEL)     |           |
| 3     | 22. avgust    | Marín — Mirador de Ézaro (Dumbría)                      | 176,4 km              |                       | hribovito-gorska etapa | Alexandre Geniez (FRA)    |           |
| 4     | 23. avgust    | Betanzos — San Andrés de Teixido                        | 163,5 km              |                       | hribovito-gorska etapa | Lilian Calmejane (FRA)    |           |
| 5     | 24. avgust    | Viveiro — Lugo                                          | 171,3 km              |                       | ravninska etapa        | Gianni Meersman (BEL)     |           |
| 6     | 25. avgust    | Monforte de Lemos — Ribeira Sacra, Luintra              | 163,2 km              |                       | hribovita etapa        | Simon Yates (GBR)         |           |
| 7     | 26. avgust    | Maceda — Puebla de Sanabria                             | 158,5 km              |                       | hribovita etapa        | Jonas van Genechten (BEL) |           |
| 8     | 27. avgust    | Villalpando — La Camperona, Valle de Sabero             | 181,5 km              |                       | hribovito-gorska etapa | Sergej Lagutin (RUS)      |           |
| 9     | 28. avgust    | Cistierna — Alto del Naranco, Oviedo                    | 164,5 km              |                       | hribovito-gorska etapa | David de la Cruz (ESP)    |           |
| 10    | 29. avgust    | Lugones — Lagos de Covadonga                            | 188,7 km              |                       | gorska etapa           | Nairo Quintana (COL)      |           |
|       | 30. avgust    | Oviedo                                                  | Oviedo                | Oviedo                | dan počitka            | dan počitka               |           |
| 11    | 31. avgust    | Jurassic Museum of Asturias, Colunga — Peña Cabarga     | 168,6 km              |                       | hribovito-gorska etapa | Chris Froome (GBR)        |           |
| 12    | 1. september  | Los Corrales de Buelna — Bilbao                         | 193,2 km              |                       | hribovita etapa        | Jens Keukeleire (BEL)     |           |
| 13    | 2. september  | Bilbao — Urdax-Dantxarinea                              | 213,4 km              |                       | hribovita etapa        | Valerio Conti (ITA)       |           |
| 14    | 3. september  | Urdax-Dantxarinea — Col d'Aubisque (Gourette)           | 196 km                |                       | gorska etapa           | Robert Gesink (NED)       |           |
| 15    | 4. september  | Sabiñánigo — Aramon Formigal, Sallent de Gállego        | 118,5 km              |                       | hribovito-gorska etapa | Gianluca Brambilla (ITA)  |           |
| 16    | 5. september  | Alcañiz — Peñíscola                                     | 156,4 km              |                       | ravninska etapa        | Jempy Drucker (LUX)       |           |
|       | 6. september  | Castellón de la Plana                                   | Castellón de la Plana | Castellón de la Plana | dan počitka            | dan počitka               |           |
| 17    | 7. september  | Castellón de la Plana — Camins del Penyagolosa, Llucena | 177,5 km              |                       | hribovito-gorska etapa | Mathias Frank (SUI)       |           |
| 18    | 8. september  | Requena — Gandia                                        | 200,6 km              |                       | ravninska etapa        | Magnus Cort Nielsen (DEN) |           |
| 19    | 9. september  | Xàbia — Calp                                            | 37 km                 |                       | posamični kronometer   | Chris Froome (GBR)        |           |
| 20    | 10. september | Benidorm — Alto de Aitana                               | 193,2 km              |                       | gorska etapa           | Pierre Latour (FRA)       |           |
| 21    | 11. september | Las Rozas — Madrid                                      | 104,8 km              |                       | ravninska etapa        | Magnus Cort Nielsen (DEN) |           |
|       | Skupaj        | Skupaj                                                  | 3315,4 km             | 3315,4 km             | 3315,4 km              | 3315,4 km                 | 3315,4 km |

## Razvrstitev po klasifikacijah
| Etapa  | Zmagovalec          | Rdeča majica ·     | Zelena majica ·    | Pikčasta majica · | Kombinacija ·      | Ekipno           | Borbenost         |
| ------ | ------------------- | ------------------ | ------------------ | ----------------- | ------------------ | ---------------- | ----------------- |
| 1      | Team Sky            | Peter Kennaugh     | brez               | brez              | brez               | Team Sky         | brez              |
| 2      | Gianni Meersman     | Michał Kwiatkowski | Gianni Meersman    | Laurent Pichon    | Laurent Pichon     | Team Sky         | brez              |
| 3      | Alexandre Geniez    | Rubén Fernández    | Alexandre Geniez   | Alexandre Geniez  | Rubén Fernández    | Movistar Team    | Simon Pellaud     |
| 4      | Lilian Calmejane    | Darwin Atapuma     | Alexandre Geniez   | Alexandre Geniez  | Darwin Atapuma     | Movistar Team    | Thomas De Gendt   |
| 5      | Gianni Meersman     | Darwin Atapuma     | Gianni Meersman    | Alexandre Geniez  | Darwin Atapuma     | Movistar Team    | Tiago Machado     |
| 6      | Simon Yates         | Darwin Atapuma     | Gianni Meersman    | Alexandre Geniez  | Darwin Atapuma     | Movistar Team    | Omar Fraile       |
| 7      | Jonas van Genechten | Darwin Atapuma     | Gianni Meersman    | Alexandre Geniez  | Darwin Atapuma     | Movistar Team    | Luis Ángel Maté   |
| 8      | Sergej Lagutin      | Nairo Quintana     | Gianni Meersman    | Sergej Lagutin    | Alejandro Valverde | Etixx–Quick-Step | Jhonatan Restrepo |
| [9     | David de la Cruz    | David de la Cruz   | Gianni Meersman    | Thomas De Gendt   | David de la Cruz   | Etixx–Quick-Step | Luis León Sánchez |
| 10     | Nairo Quintana      | Nairo Quintana     | Alejandro Valverde | Omar Fraile       | Nairo Quintana     | Movistar Team    | Luis Ángel Maté   |
| 11     | Chris Froome        | Nairo Quintana     | Alejandro Valverde | Nairo Quintana    | Nairo Quintana     | Movistar Team    | Tiago Machado     |
| 12     | Jens Keukeleire     | Nairo Quintana     | Alejandro Valverde | Nairo Quintana    | Nairo Quintana     | Movistar Team    | David López       |
| 13     | Valerio Conti       | Nairo Quintana     | Alejandro Valverde | Sergej Lagutin    | Nairo Quintana     | BMC Racing Team  | Gatis Smukulis    |
| 14     | Robert Gesink       | Nairo Quintana     | Alejandro Valverde | Kenny Elissonde   | Nairo Quintana     | BMC Racing Team  | Simon Gerrans     |
| 15     | Gianluca Brambilla  | Nairo Quintana     | Alejandro Valverde | Kenny Elissonde   | Nairo Quintana     | BMC Racing Team  | Alberto Contador  |
| 16     | Jempy Drucker       | Nairo Quintana     | Alejandro Valverde | Kenny Elissonde   | Nairo Quintana     | BMC Racing Team  | Luis Ángel Maté   |
| 17     | Mathias Frank       | Nairo Quintana     | Alejandro Valverde | Kenny Elissonde   | Nairo Quintana     | BMC Racing Team  | Jaime Rosón       |
| 18     | Magnus Cort Nielsen | Nairo Quintana     | Alejandro Valverde | Kenny Elissonde   | Nairo Quintana     | BMC Racing Team  | Fumiyuki Beppu    |
| 19     | Chris Froome        | Nairo Quintana     | Alejandro Valverde | Kenny Elissonde   | Nairo Quintana     | BMC Racing Team  | Chris Froome      |
| 20     | Pierre Latour       | Nairo Quintana     | Fabio Felline      | Omar Fraile       | Nairo Quintana     | BMC Racing Team  | Luis León Sánchez |
| 21     | Magnus Cort Nielsen | Nairo Quintana     | Fabio Felline      | Omar Fraile       | Nairo Quintana     | BMC Racing Team  | brez              |
| Skupaj | Skupaj              | Nairo Quintana     | Fabio Felline      | Omar Fraile       | Nairo Quintana     | BMC Racing Team  | Alberto Contador  |

## Končna razvrstitev
| Legenda | Legenda                                    | Legenda | Legenda                                           |
| ------- | ------------------------------------------ | ------- | ------------------------------------------------- |
|         | Predstavlja vodilnega v skupnem seštevku   |         | Predstavlja vodilnega po točkah                   |
|         | Predstavlja vodilnega v gorski razvrstitvi |         | Predstavlja vodilnega v kombinacijski razvrstitvi |

### Rdeča majica
| Poz. | Kolesar                | Ekipa              | Čas         |
| ---- | ---------------------- | ------------------ | ----------- |
| 1    | Nairo Quintana (COL)   | Movistar Team      | 83h 31' 28" |
| 2    | Chris Froome (GBR)     | Team Sky           | + 1' 23"    |
| 3    | Esteban Chaves (COL)   | Orica–BikeExchange | + 4' 08"    |
| 4    | Alberto Contador (ESP) | Tinkoff            | + 4' 21"    |
| 5    | Andrew Talansky (USA)  | Cannondale–Drapac  | + 7' 43"    |
| 6    | Simon Yates (GBR)      | Orica–BikeExchange | + 8' 33"    |
| 7    | David de la Cruz (ESP) | Etixx–Quick-Step   | + 11' 18"   |
| 8    | Daniel Moreno (ESP)    | Movistar Team      | + 13' 04"   |
| 9    | Davide Formolo (ITA)   | Cannondale–Drapac  | + 13' 17"   |
| 10   | George Bennett (NZL)   | LottoNL–Jumbo      | + 14' 07"   |

### Zelena majica
| Poz. | Kolesar                  | Ekipa              | Točke |
| ---- | ------------------------ | ------------------ | ----- |
| 1    | Fabio Felline (ITA)      | Trek–Segafredo     | 100   |
| 2    | Nairo Quintana (COL)     | Movistar Team      | 97    |
| 3    | Alejandro Valverde (ESP) | Movistar Team      | 93    |
| 4    | Chris Froome (GBR)       | Team Sky           | 92    |
| 5    | Luis León Sánchez (ESP)  | Astana             | 75    |
| 6    | Gianni Meersman (BEL)    | Etixx–Quick-Step   | 73    |
| 7    | Simon Yates (GBR)        | Orica–BikeExchange | 56    |
| 8    | Alberto Contador (ESP)   | Tinkoff            | 56    |
| 9    | Esteban Chaves (COL)     | Orica–BikeExchange | 54    |
| 10   | Daniele Bennati (ITA)    | Tinkoff            | 54    |

### Pikčasta majica
| Poz. | Kolesar                  | Ekipa               | Točke |
| ---- | ------------------------ | ------------------- | ----- |
| 1    | Omar Fraile (ESP)        | Team Dimension Data | 58    |
| 2    | Kenny Elissonde (FRA)    | FDJ                 | 57    |
| 3    | Robert Gesink (NED)      | LottoNL–Jumbo       | 37    |
| 4    | Alexandre Geniez (FRA)   | FDJ                 | 28    |
| 5    | Nairo Quintana (COL)     | Movistar Team       | 27    |
| 6    | Jegor Silin (RUS)        | Team Katusha        | 23    |
| 7    | Sergej Lagutin (RUS)     | Team Katusha        | 22    |
| 8    | Thomas De Gendt (BEL)    | Lotto–Soudal        | 19    |
| 9    | Gianluca Brambilla (ITA) | Etixx–Quick-Step    | 18    |
| 10   | Luis Ángel Maté (ESP)    | Cofidis             | 18    |

### Bela majica
| Poz. | Kolesar                  | Ekipa              | Čas |
| ---- | ------------------------ | ------------------ | --- |
| 1    | Nairo Quintana (COL)     | Movistar Team      | 8   |
| 2    | Chris Froome (GBR)       | Team Sky           | 17  |
| 3    | Kenny Elissonde (FRA)    | FDJ                | 34  |
| 4    | David de la Cruz (ESP)   | Etixx–Quick-Step   | 39  |
| 5    | Alejandro Valverde (ESP) | Movistar Team      | 41  |
| 6    | Fabio Felline (ITA)      | Trek–Segafredo     | 43  |
| 7    | Simon Yates (GBR)        | Orica–BikeExchange | 46  |
| 8    | Gianluca Brambilla (ITA) | Etixx–Quick-Step   | 48  |
| 9    | Robert Gesink (NED)      | LottoNL–Jumbo      | 48  |
| 10   | Jegor Silin (RUS)        | Team Katusha       | 49  |

### Ekipna razvrstitev
| Poz. | Ekipa              | Čas          |
| ---- | ------------------ | ------------ |
| 1    | BMC Racing Team    | 249h 48' 23" |
| 2    | Movistar Team      | + 4' 43"     |
| 3    | Cannondale–Drapac  | + 22' 44"    |
| 4    | Team Katusha       | + 35' 19"    |
| 5    | AG2R La Mondiale   | + 35' 30"    |
| 6    | Astana             | + 56' 22"    |
| 7    | Etixx–Quick-Step   | + 1h 04' 57" |
| 8    | IAM Cycling        | + 1h 08' 38" |
| 9    | Tinkoff            | + 1h 23' 50" |
| 10   | Orica–BikeExchange | + 1h 33' 00" |